# NGC 3543
NGC 3543 este o galaxie spirală situată în constelația Ursa Mare. A fost descoperită în 9 aprilie 1793 de către William Herschel.